# گابریلا اسوالدوا
گابریِلا اُسوالدُوا (چکی: Gabriela Osvaldová؛ زادهٔ ۲۵ ژوئیهٔ ۱۹۵۳) بازیگر و ترانه‌سرا اهل کشور جمهوری چک است. وی از سال ۱۹۷۳ میلادی تاکنون مشغول فعالیت بوده‌است.
از فیلم‌ها یا برنامه‌های تلویزیونی که وی در آن نقش داشته‌است می‌توان به بیگ بیت، همه ما باید به مدرسه برویم اشاره کرد.